# Architektura indyjska

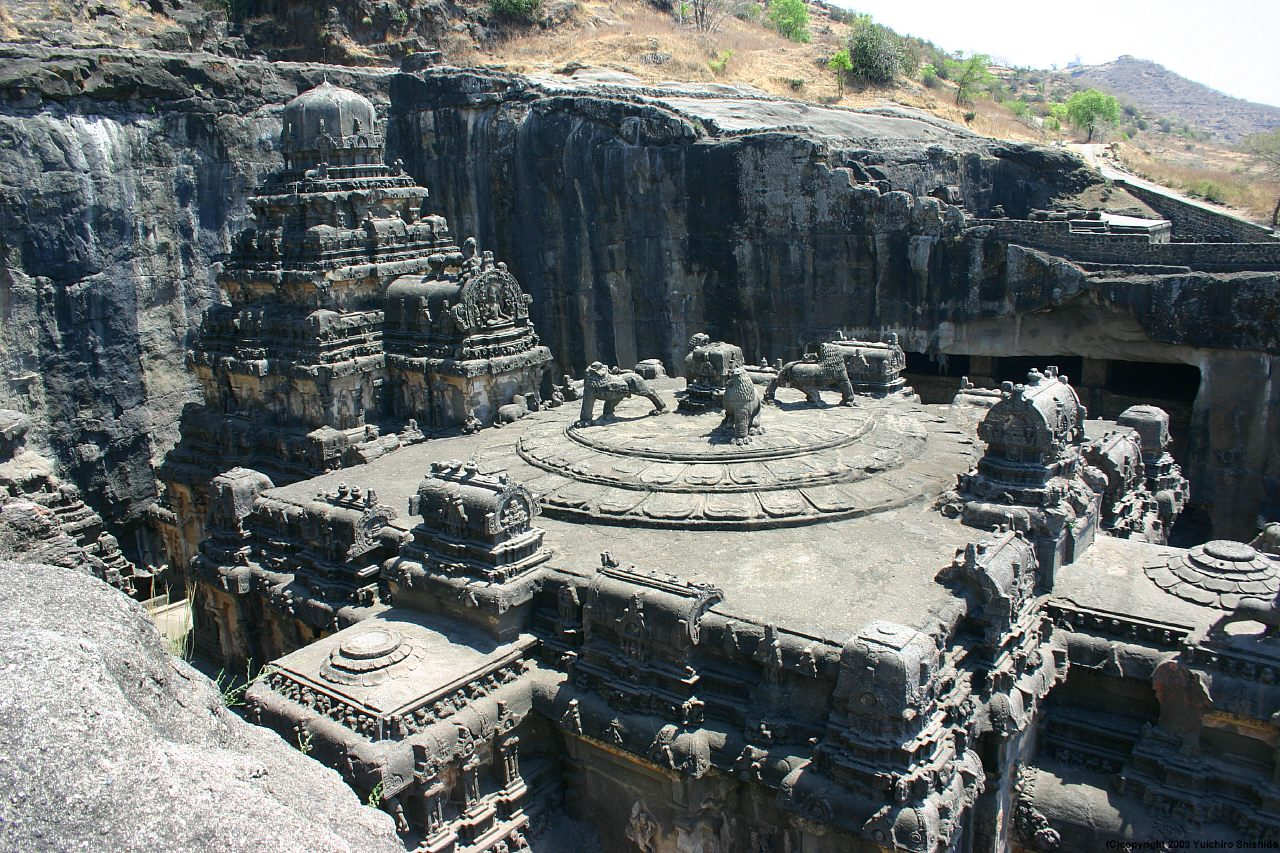
Wykute w skale świątynie w Ellurze

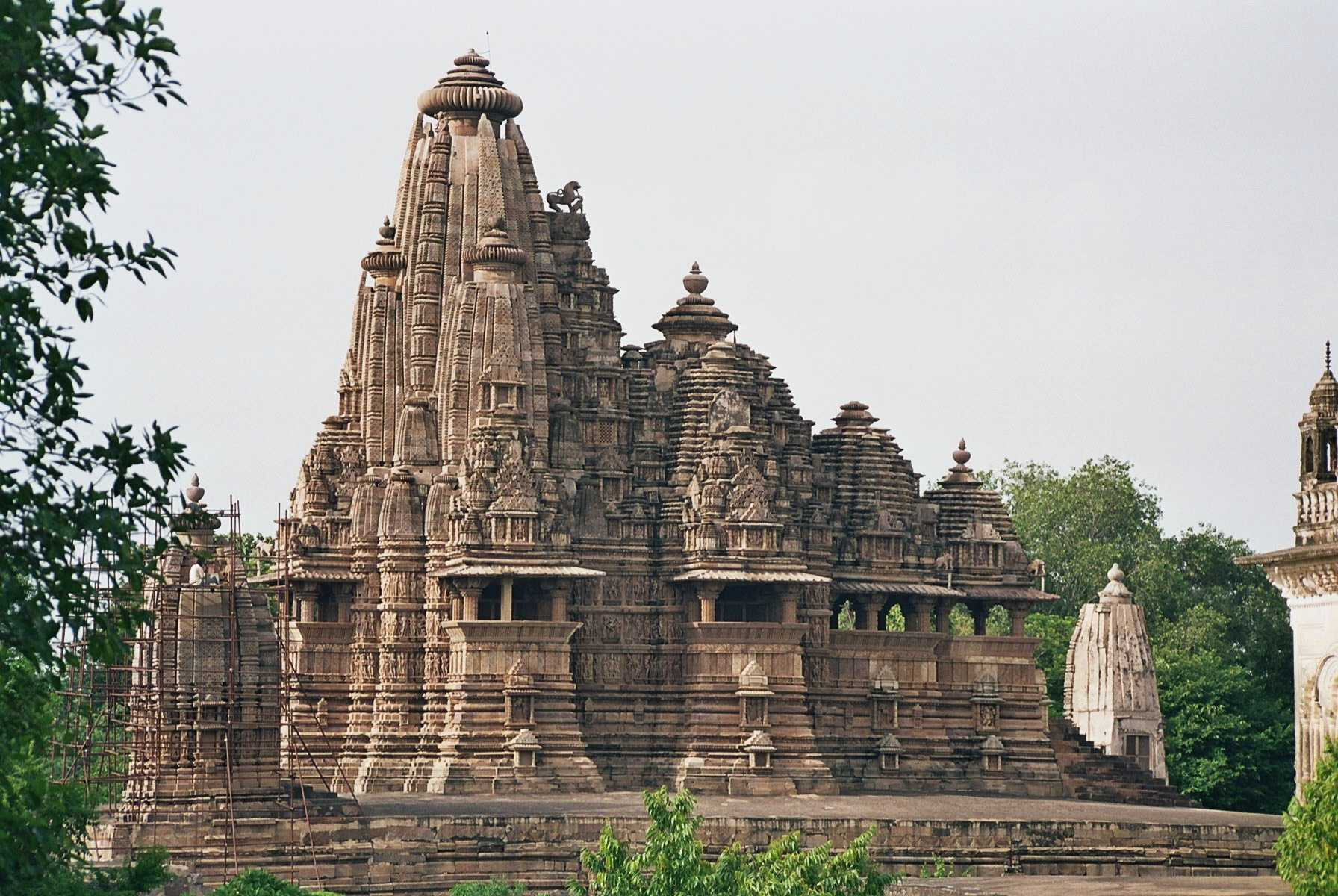
Styl północny - świątynia w Khadżuraho

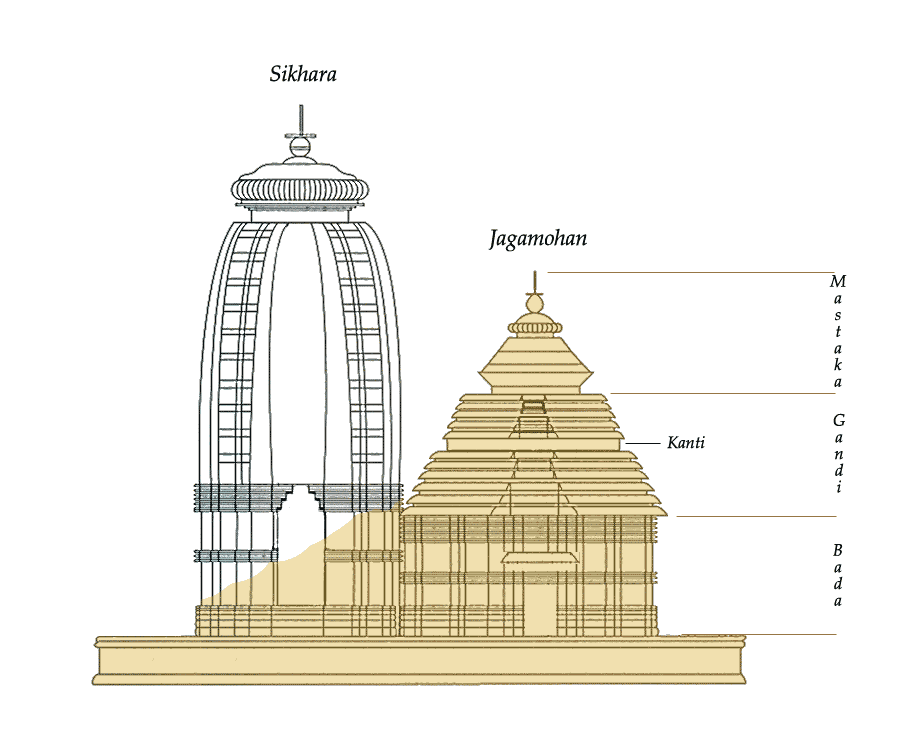
Struktura świątyni w stylu oriskim

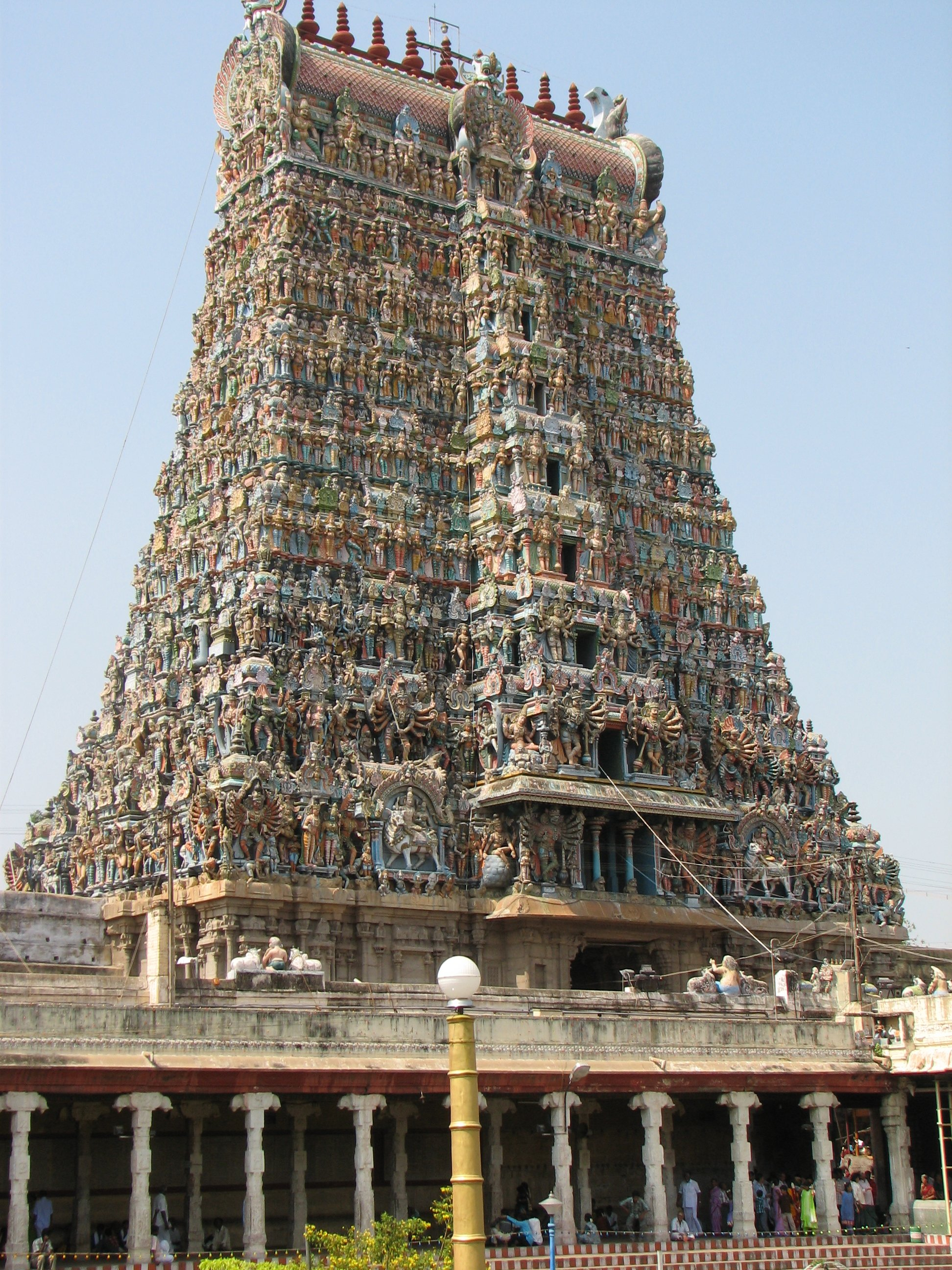
Styl południowy - świątynia Minakszi w Maduraju

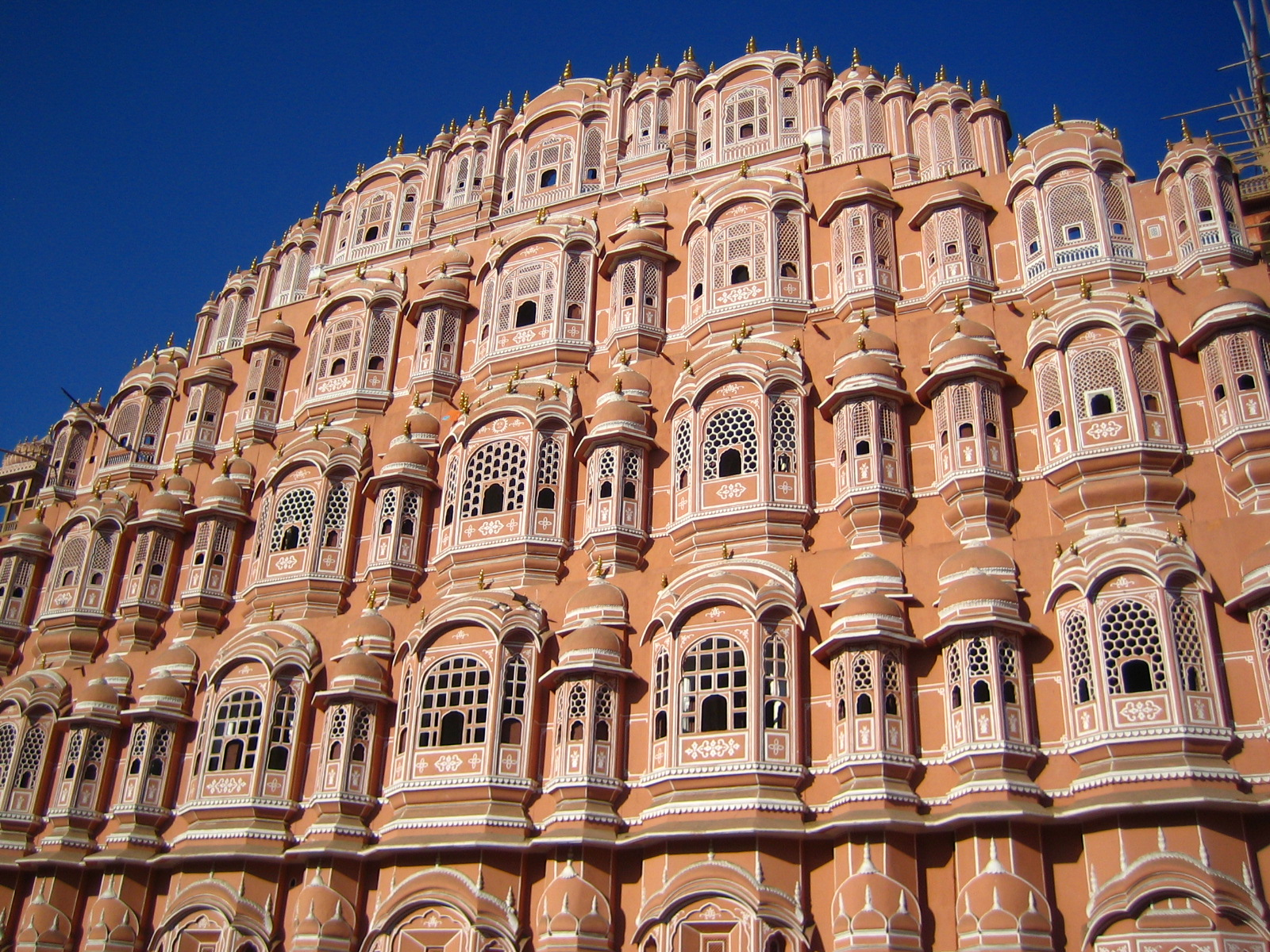
Pałac radżastański Hawa Mahal

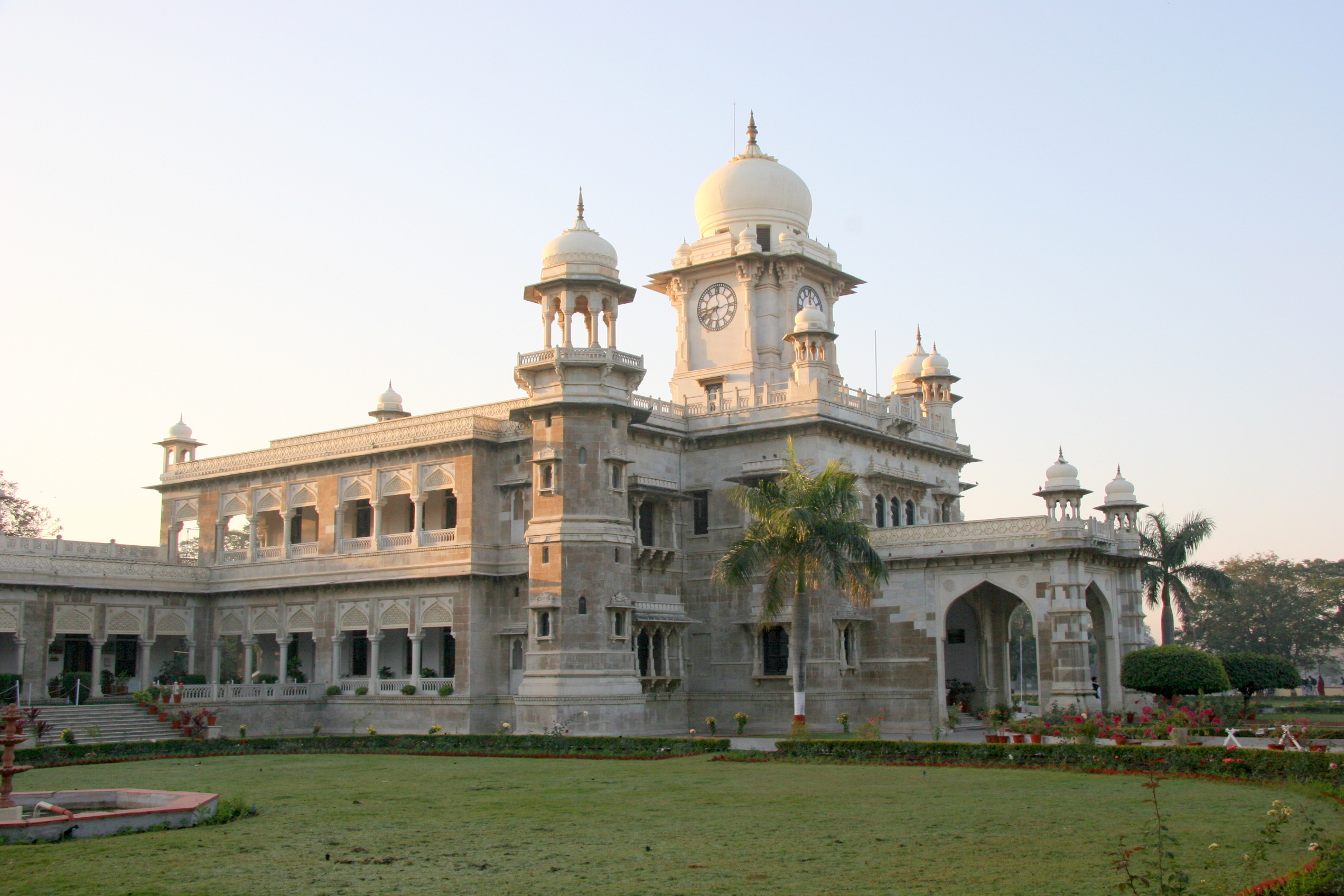
XIX-wieczna uczelnia w stylu "gotyku indo-saraceńskiego"

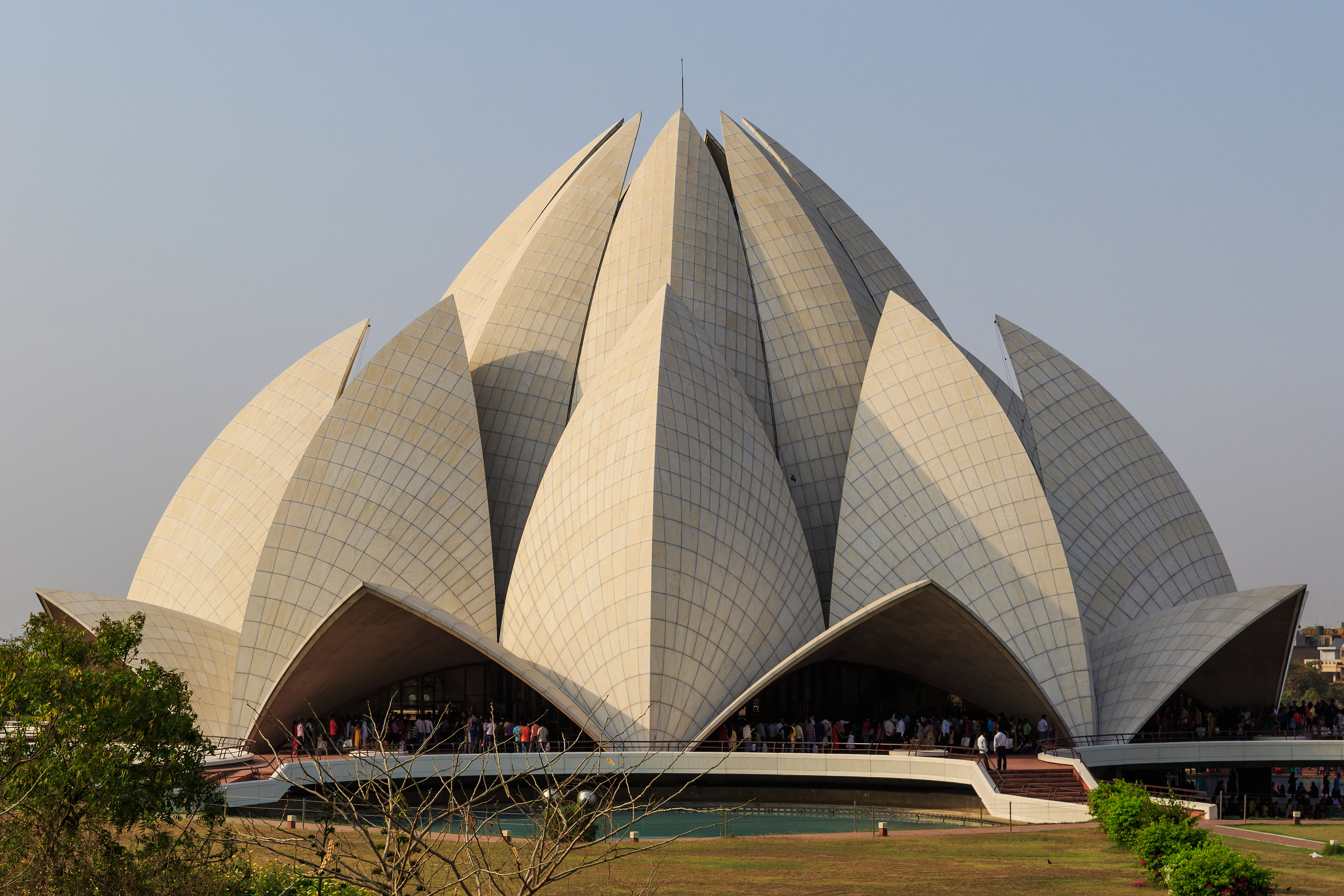
Architektura współczesna - świątynia bahaistyczna w Delhi

Architektura indyjska – tradycja architektoniczna rozwijana na subkontynencie indyjskim od kilku tysięcy lat, posiadająca liczne odmiany regionalne. 

## Architektura Mohendżo Daro i Harappy
Wczesne cywilizacje znane z wykopalisk wykazują wysoki poziom planowania urbanistycznego i techniki.
Trudno ocenić jednoznacznie stopień ciągłości budownictwa pomiędzy tymi kulturami a kulturą okresu wedyjskiego.

## Styl północny
Na Północy wykształcił się stopniowo styl budownictwa świątynnego, charakteryzujący się wyniosłymi śikharami.

## Styl południowy
W niezależnych królestwach Południowych Indii wykształciły się odrębne style widoczne przede wszystkim w architekturze sakralnej, z charakterystycznymi wieżami bramnymi (gopurami).

### Styl Hojsalów
Południowo-indyjska dynastia Hojsala zapisała się w historii sztuki dzięki stworzeniu odrębnego stylu w architekturze świątynnej, zwanego stylem Hojsalów. Świątynie na planie gwiazdy posiadają wiele tzw. sanktuariów pokrytych niezależnym dachem w kształcie piramidy. Ściany zewnętrzne pokryte są w całości rzeźbami.

## Architektura buddyjska w Indiach
Wczesna architektura buddyjska, oprócz wolnostojących stup, odznaczała się budowaniem, a właściwie wykuwaniem w skale klasztorów. Wyróżnia się wśród nich dwa podstawowe typy: ćajtja i wihara.

## Architektura mogolska
Najazdy muzułmańskie przyniosły z jednej strony wielkie zniszczenia, zwłaszcza budowli sakralnych, a z drugiej nowe wpływy, które w połączeniu z rodzimymi tradycjami zaowocowały stworzeniem symbiozy w architekturze, określanej mianem stylu indo-saraceńskiego.

## Tzw. "indo-saraceński gotyk"
W dziewiętnastym wieku architekci brytyjscy próbowali twórczo połączyć wiktoriański neogotyk z zastanymi w Indiach tradycjami monumentalnego budownictwa indo-saraceńskiego.